# Bitecta xanthura
Bitecta xanthura là một loài bướm đêm thuộc phân họ Arctiinae, họ Erebidae.